# Papestra püngeleri
Papestra püngeleri är en fjärilsart som beskrevs av Max Wilhelm Karl Draudt 1934. Papestra püngeleri ingår i släktet Papestra och familjen nattflyn. Inga underarter finns listade i Catalogue of Life.